# 梨北農業協同組合
梨北農業協同組合（りほくのうぎょうきょうどうくみあい、通称:JA梨北）は山梨県の峡北地域を管轄する農業協同組合である。統一金融機関コードは5260。

## 概要
管轄エリアは北杜市、韮崎市の全域と甲斐市のうち旧双葉町地域である。ブドウやモモなどといった山梨県特産の果物は勿論のこと、北杜市一帯は県内屈指の水田地帯であるため米の取扱も多い。業務としては農業支援やJAバンク・JA共済など他の農業協同組合でも見られる事業のほか、以前は独自の医療施設を保有していた。

## 地域の主な産物
- 米（北杜市は県内屈指の水田地帯である）

梨北米（りほくまい）：日本穀物検定協会の「米の食味ランキング」で最高ランクの特A評価を受賞しており、評価点で1位となった年もある。別名「48米」。特に武川筋（旧武川村一帯）は「武川米」としてブランド化されている。
- ブドウ・モモ・サクランボなどの果物
- 甲州牛（肉質等級4以上の黒毛和種であり、交雑種の甲州ワインビーフではない）

## 関連施設
斎場
- JAりほくセレモニー：韮崎市穴山町1524-1
- JAりほく八ヶ岳セレモニー北杜市長坂町大八田6811-95

農産物直売所
- よってけし韮崎店：韮崎市中田町中條1031-1
- よってけし響が丘店：甲斐市龍地2782-3
- よってけし八ヶ岳店：北杜市長坂町夏秋35-1
- 道の駅はくしゅう：北杜市白州町白須1308
- 明野サンヒル直売所：北杜市明野町上手11928-1
- デイリーヤマザキJA梨北小淵沢店：北杜市小淵沢町上笹尾2538-75

ガソリンスタンド
- 藤井SS：韮崎市藤井町北下條1399-1
- 熱見SS：北杜市高根町村山西割986
- 清里駅前SS：北杜市高根町清里3545
- 小泉SS：北杜市長坂町白井沢1172-20
- 大泉SS：北杜市大泉町谷戸2329
- 白州SS：北杜市白州町白須1079
- ガスセンター：北杜市須玉町小倉927

## その他
- りほく病院

2001年に農協直営の病院として開院。2008年に医療法人恵信会に移管され、現在は恵信梨北リハビリテーション病院として運営されている。